# Epimecyntis
Epimecyntis is een geslacht van vlinders van de familie sikkelmotten (Oecophoridae), uit de onderfamilie Oecophorinae.

## Soorten
- E. chlorogenes Meyrick, 1923
- E. eschatopa Meyrick, 1923